# São Mateus do Maranhão (kommun)
São Mateus do Maranhão är en kommun i Brasilien.   Den ligger i delstaten Maranhão, i den nordöstra delen av landet, 1 400 km norr om huvudstaden Brasília. Antalet invånare är 39 109.
Följande samhällen finns i São Mateus do Maranhão:
- São Mateus do Maranhão

Omgivningarna runt São Mateus do Maranhão är huvudsakligen savann. Runt São Mateus do Maranhão är det ganska glesbefolkat, med 47 invånare per kvadratkilometer.